# دیوانگانی چند
دیوانگانی چند (انگلیسی: Multiple Maniacs) یک فیلم مستقل آمریکایی در ژانر کمدی سیاه ترسناک به کارگردانی جان واترز محصول سال ۱۹۷۰ میلادی است. جان واترز بیشتر کارهای فیلم مانند آهنگسازی، فیلمبرداری، نویسندگی، تدوین و کارگردانی را یک‌تنه انجام داد.
عنوان فیلم به فیلمی قدیمی‌تر به نام دوهزار دیوانه! (۱۹۶۴) از هرشل گوردون لویس ارجاع می‌دهد.